# スタゲイロスのニカノル
ニカノル（希：Nικάνωρ, ラテン文字転記：Nicanor, ? - 紀元前318年）は、マケドニア王国の将軍である。
ニカノルはアリストテレスの弟子の一人であり、その娘婿である。紀元前324年、彼はアレクサンドロス3世によって追放者復帰王令その他の法令執行のためにギリシアに派遣された。
紀元前319年のアンティパトロスの死に際してニカノルはアンティパトロスの子カッサンドロスによってアッティカのムニュキアのマケドニア人守備隊の隊長に任じられ、密かに急派された。彼はアンティパトロスの死の知らせがアテナイに届く前にそこに至り、容易に城砦を占領した。彼はフォキスと友好関係を結び、ムニュキアからの守備隊撤退を要求したアテナイと交渉した。彼はアテナイ人を守る気のない希望で騙すその一方で、ピレウス奇襲の機会を得てそこを占領した。その後、カッサンドロスが35隻の艦隊と共にピレウスに至り、ニカノルは紀元前318年にボスポロス艦隊提督に任じられ、トラキアに送られた。そこで彼はポリュペルコン派の将軍クレイトスとビュザンティオン近郊で戦って敗れたが、勝利で慢心したクレイトス軍に後で合流したアンティゴノスと共に奇襲を仕掛け、壊滅させた。
この大勝によってニカノルはカッサンドロスによって最大限の名誉を以って迎えられ、彼のムニュキアの支配権を回復させた。しかし、これらの成功で得意になった彼に対してカッサンドロスは疑いを抱き、ニカノルをおびき出してマケドニア軍の前での裁判の形を経て処刑した。